# Línea 001 (EMT Madrid)
La línea 001 (a efectos de numeración interna, 361) de la EMT de Madrid conecta entre sí los intercambiadores de la estación de Atocha y Moncloa, en un trayecto que atraviesa la zona de bajas emisiones del centro conocida como Madrid Central.

## Características
Esta línea fue puesta en servicio el 18 de febrero de 2020. Forma parte de las denominadas "líneas Cero", por lo que opera solamente con autobuses eléctricos. El recorrido es gratuito en su integridad, aunque, al deber constar el viaje, será entregado en el mismo autobús un billete o se deberá pasar el abono por la validadora sin cobro alguno para que sirva como justificante de haber realizado el viaje. Debido a este carácter gratuito los autobuses lucen un azul aguamarina ligeramente diferente del de los demás autobuses, de modo que son fácilmente diferenciables a simple vista.
El 3 de enero de 2021 cambió la denominación de su cabecera en Atocha Renfe, pasando a ser "Estación de Atocha - Moncloa".

### Frecuencias
| Lunes a viernes laborables |               |
| De 7:00 a 14:00            | 8-12 minutos  |
| De 14:00 a 20:00           | 7-9 minutos   |
| De 20:00 a 23:00           | 10-20 minutos |
| Sábados laborables         |               |
| De 7:00 a 10:00            | 12-26 minutos |
| De 10:00 a 21:00           | 10-15 minutos |
| De 21:00 a 23:00           | 14-21 minutos |
| Domingos y festivos        |               |
| De 7:00 a 10:00            | 12-26 minutos |
| De 10:00 a 21:00           | 10-14 minutos |
| De 21:00 a 23:00           | 14-22 minutos |

### Material asignado
• Irizar i2/ieBus

## Recorrido y paradas
La línea tiene un recorrido corto por el centro de la ciudad, y se solapa en gran medida con muchas otras líneas. En particular, comparte más de la mitad del recorrido con la línea 1, con la que coincide desde Moncloa hasta Cibeles, pasando por la calle Princesa y la Gran Vía.

### Sentido Moncloa
Desde el intercambiador de Atocha, la línea discurre por el paseo de Infanta Isabel, paseo del Prado, plaza de Cánovas del Castillo, plaza Cibeles, calle Alcalá, Gran Vía, calle Princesa y plaza de Moncloa, hasta su cabecera en Moncloa, en la calle Arcipreste de Hita.
Es la única línea que yendo por Alcalá desde el oeste toma en Cibeles el Paseo del Prado hacia Atocha.
| Código | Parada                          | Común con                                     | Conexiones con Metro y Cercanías | Otros |
| ------ | ------------------------------- | --------------------------------------------- | -------------------------------- | ----- |
| 5710   | ESTACIÓN DE ATOCHA              |                                               | Atocha                           |       |
| 5453   | Ministerio de Agricultura       | 10 14                                         | Estación del Arte                |       |
| 82     | Prado-Atocha                    | 10 14 27 34 37 45 C03 E1                      |                                  |       |
| 5511   | Museo del Prado-Jardín Botánico | 10 14 27 34 37 45 C03                         |                                  |       |
| 78     | Neptuno                         | 10 14 27 34 37 45 C03                         |                                  |       |
| 69     | Cibeles                         | 1 2 9 15 20 51 52 53 74 146 Exprés Aeropuerto | Banco de España                  |       |
| 5135   | Círculo de Bellas Artes         | 1 2 74 146                                    |                                  |       |
| 5137   | Gran Vía-Pedro Zerolo           | 1 2 74 146                                    |                                  |       |
| 4094   | Gran Vía-Montera                | 1 2 46 74 146 002                             | Gran Vía Sol                     |       |
| 9      | Gran Vía-Callao                 | 1 2 46 74 146                                 | Callao                           |       |
| 168    | Santo Domingo                   | 1 2 44 46 74 75 133 147 148                   | Santo Domingo                    |       |
| 283    | Gran Vía-Plaza de España        | 1 2 44 133                                    | Plaza de España                  |       |
| 1750   | Plaza de España                 | 1 2 44 133 138 C1                             | Plaza de España                  |       |
| 172    | Ventura Rodríguez               | 1 2 44 133 138 C1                             | Ventura Rodríguez                |       |
| 734    | Princesa-Rey Francisco          | 1 44 133 138 C1                               |                                  |       |
| 736    | Argüelles                       | 1 44 133 138 C1                               | Argüelles                        |       |
| 738    | Altamirano                      | 1 44 133 138 C1                               |                                  |       |
| 4816   | Moncloa                         | 1 44 138 C1                                   | Moncloa                          |       |
| 2800   | MONCLOA (C/ Arcipreste de Hita) |                                               | Moncloa                          |       |

### Sentido Estación de Atocha
El recorrido de vuelta es igual al de ida pero en sentido contrario.
| Código | Parada                          | Común con                | Conexiones con Metro y Cercanías | Otros |
| ------ | ------------------------------- | ------------------------ | -------------------------------- | ----- |
| 2800   | MONCLOA (C/ Arcipreste de Hita) |                          | Moncloa                          |       |
| 737    | Altamirano                      | 1 44 133 138 C2          |                                  |       |
| 735    | Argüelles                       | 1 44 133 138 C2          | Argüelles                        |       |
| 193    | Princesa-Rey Francisco          | 1 2 44 133 138 C2        |                                  |       |
| 173    | Ventura Rodríguez               | 1 2 44 74 133 138 C2     | Ventura Rodríguez                |       |
| 741    | Plaza de España                 | 1 2 44 74 133 138 C2     | Plaza de España                  |       |
| 171    | Gran Vía-Plaza de España        | 1 2 3 46 74              | Plaza de España                  |       |
| 169    | Santo Domingo                   | 1 2 3 46 74 146          | Santo Domingo                    |       |
| 723    | Gran Vía-Callao                 | 1 2 3 46 74 146          | Callao                           |       |
| 724    | Gran Vía-Montera                | 1 2 3 46 74 146          | Gran Vía Sol                     |       |
| 5138   | Gran Vía-Pedro Zerolo           | 1 2 3 46 74 146 002      |                                  |       |
| 164    | Círculo de Bellas Artes         | 1 2 3 46 74 146 002      |                                  |       |
| 90     | Círculo de Bellas Artes         | 9 52 146                 |                                  |       |
| 76     | Banco de España                 | 14 27 37 45 C03          | Banco de España                  |       |
| 77     | Neptuno                         | 10 14 27 34 37 45 C03    |                                  |       |
| 79     | Museo del Prado-Jardín Botánico | 10 14 27 34 37 45 C03    |                                  |       |
| 81     | Prado-Atocha                    | 10 14 27 34 37 45 C03 E1 | Estación del Arte                |       |
| 5710   | ESTACIÓN DE ATOCHA              |                          | Atocha                           |       |

## Galería de imágenes

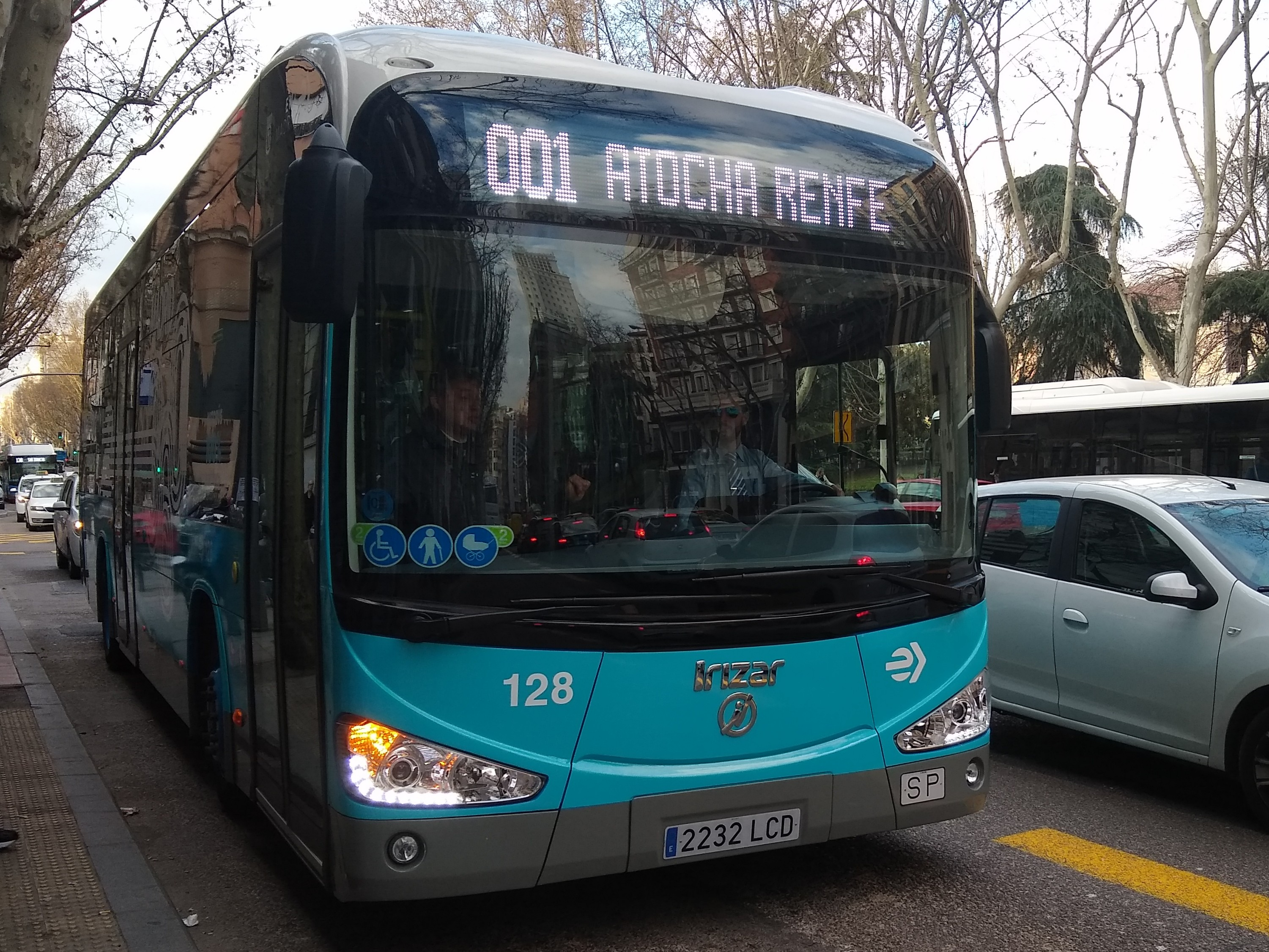
Un bus en la calle Princesa
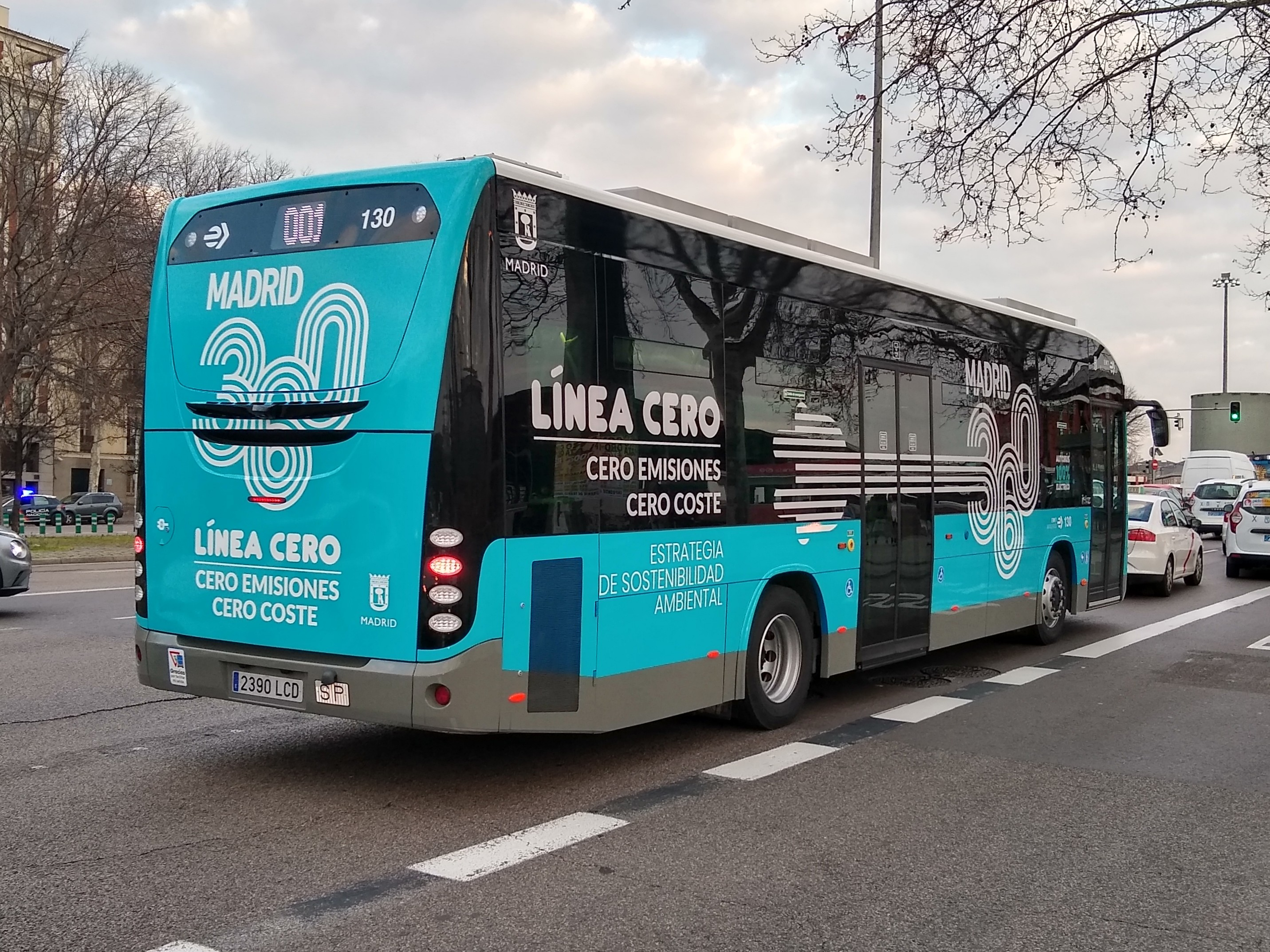
Un bus en la Plaza del Emperador Carlos V
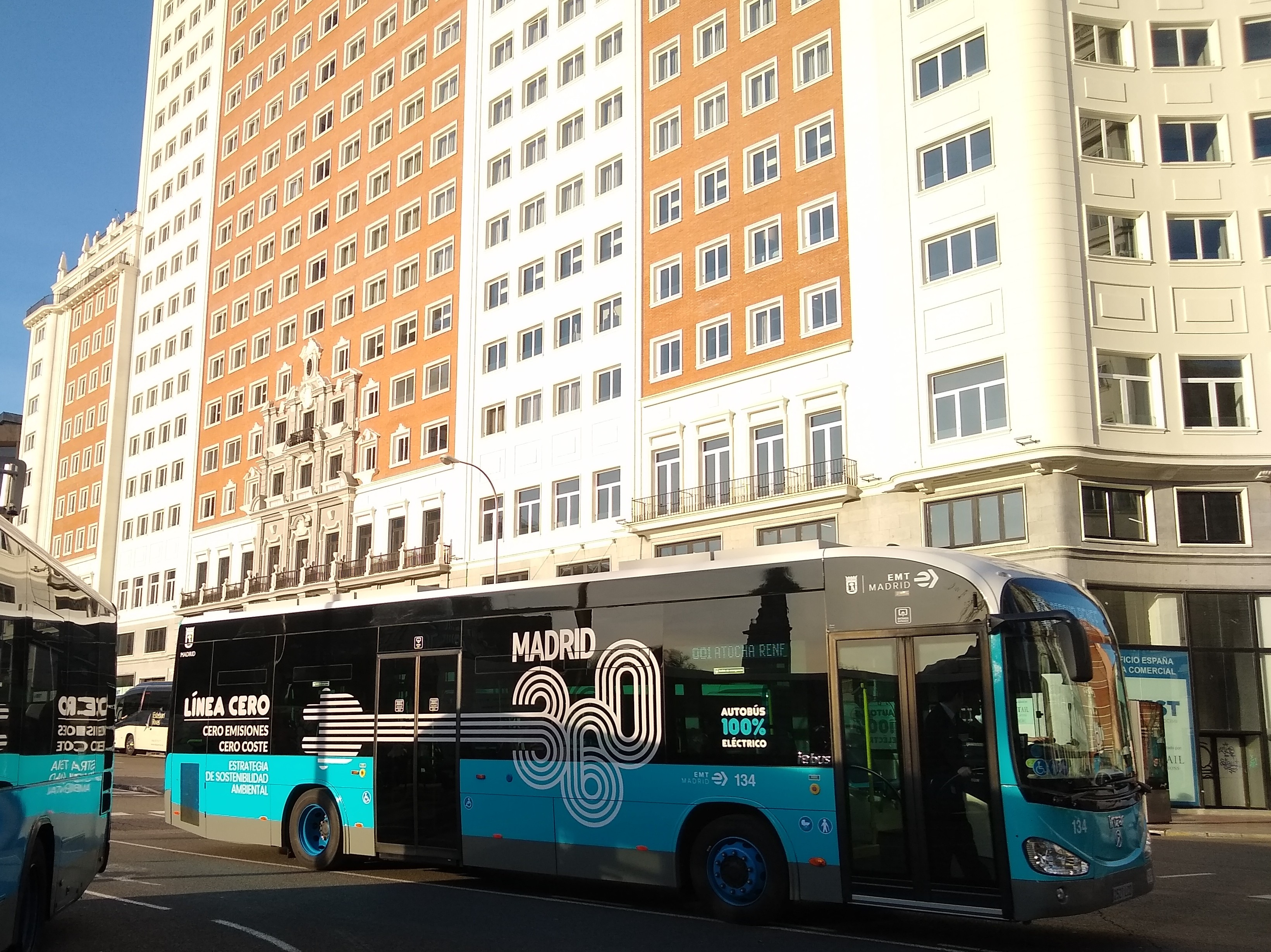
Un bus en la Plaza de España
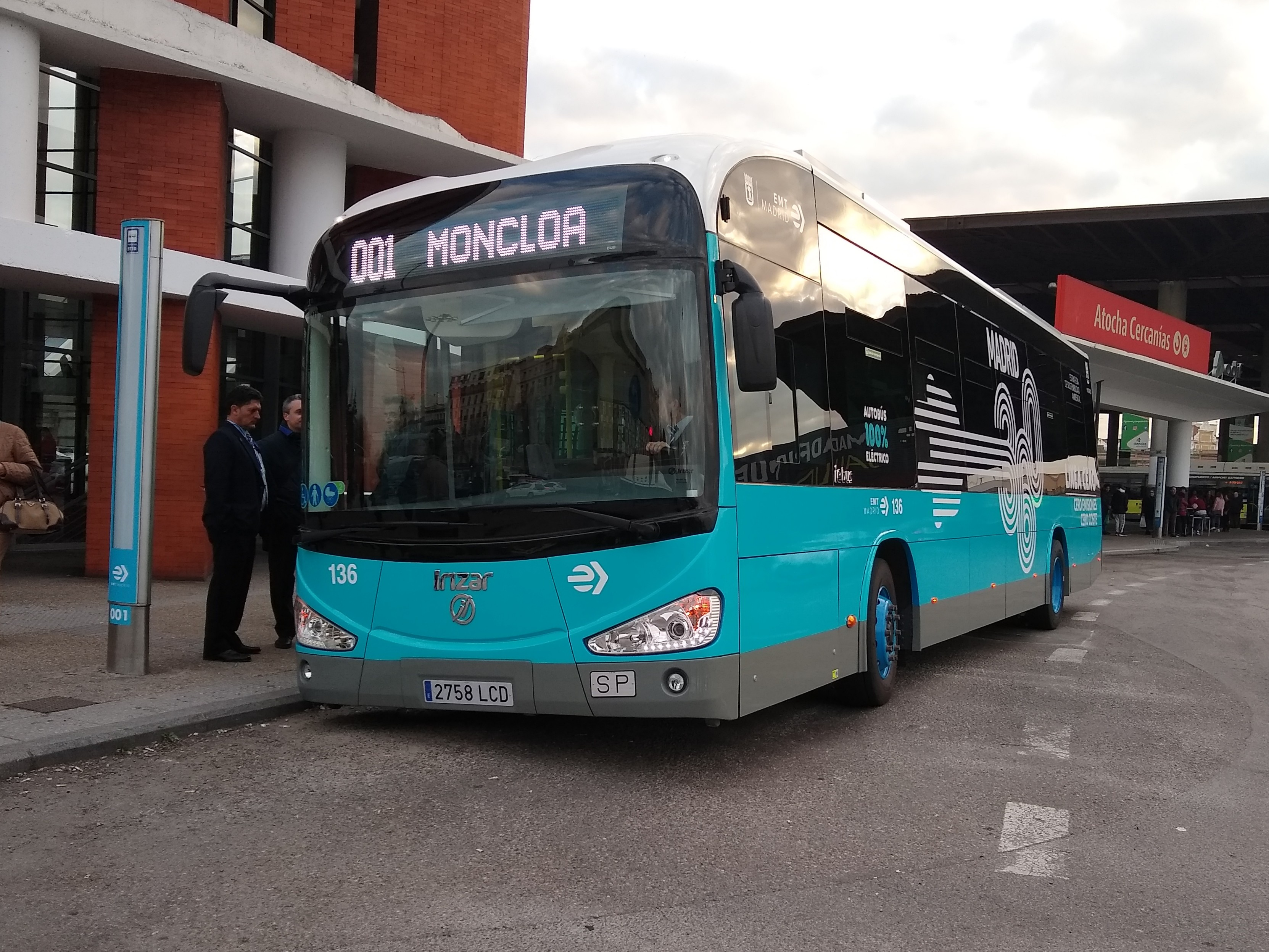
Un bus estacionado en su cabecera de Atocha